# Oliver Solberg
Oliver Solberg (Fredrikstad (Noorwegen), 23 september 2001) is een Zweeds rallyrijder die actief is in het wereldkampioenschap rally met de Škoda Fabia RS Rally2. Oliver is de zoon van voormalig rallykampioen Petter Solberg. 

## Rallycarrière
Solberg begon zijn rallycarrière in 2017 waar hij op 15-jarige leeftijd meedeed aan de Rally van Alūksne. Door zijn jonge leeftijd waren er weinig kampioenschappen waar hij aan mocht deelnemen. Daardoor reed hij veel rally's in Letland en Estland met een Peugeot 208 R2.
In 2019 verwisselde Solberg zijn Peugeot voor de snellere Volkswagen Polo GTI R5. Met deze wagen won hij vijf rally's van het Lets rallykampioenschap wat hem uiteindelijk de titel opleverde. Ook deed hij in 2019 voor het eerst mee met enkele internationale rally's. Hij won de Rally Liepāja – dat deel uitmaakte van Europees kampioenschap rally – en reed ook zijn eerste rally in het wereldkampioenschap, waar hij weliswaar niet aankwam door schade aan zijn wagen. Solberg deed ook wat rallyervaring op in de Verenigde Staten.
In 2020 startte Oliver een volledige campagne van het wereldkampioenschap. Dat deed hij met zijn eigen Polo GTI R5, maar ook gedeeltelijk met een Škoda Fabia R5 in samenwerking met het fabrieksteam van Škoda. Maar het 2020 seizoen werd gedeeltelijk geannuleerd door de coronaperiode en Solberg eindigde op de vierde plaats in het WRC3-kampioenschap. Verder reed hij enkele rally's van het Europees kampioenschap en behaalde daar de ERC1 Juniortitel binnen.
Voor het seizoen van 2021 sloot Solberg een contract af met Hyundai Motorsport om een volledige WRC2-campagne te rijden. Onverwacht kreeg hij ook de kans om voor de eerste keer met een WRC-wagen te rijden. Hij mocht in enkele rally's rijden met de Hyundai i20 Coupe WRC. Solberg eindigde mede door veel opgaves in de WRC2-klasse op een achttiende plaats en WRC1 op een dertiende plaats.
Voor 2022 had hij nog steeds een stoel bij Hyundai en mocht hij rijden met de vernieuwde Hyundai i20N Rally1. Zijn beste resultaat was een vierde plaats in de Rally van Ieper. Hij behaalde op het eind van het seizoen de twaalfde plaats in het kampioenschap, waarna de samenwerking tussen Hyundai en Solberg werd beëindigd.
Solberg maakte in 2023 de terugkeer naar de WRC2-klasse en stapte over naar de Škoda Fabia RS Rally2.

## Galerij

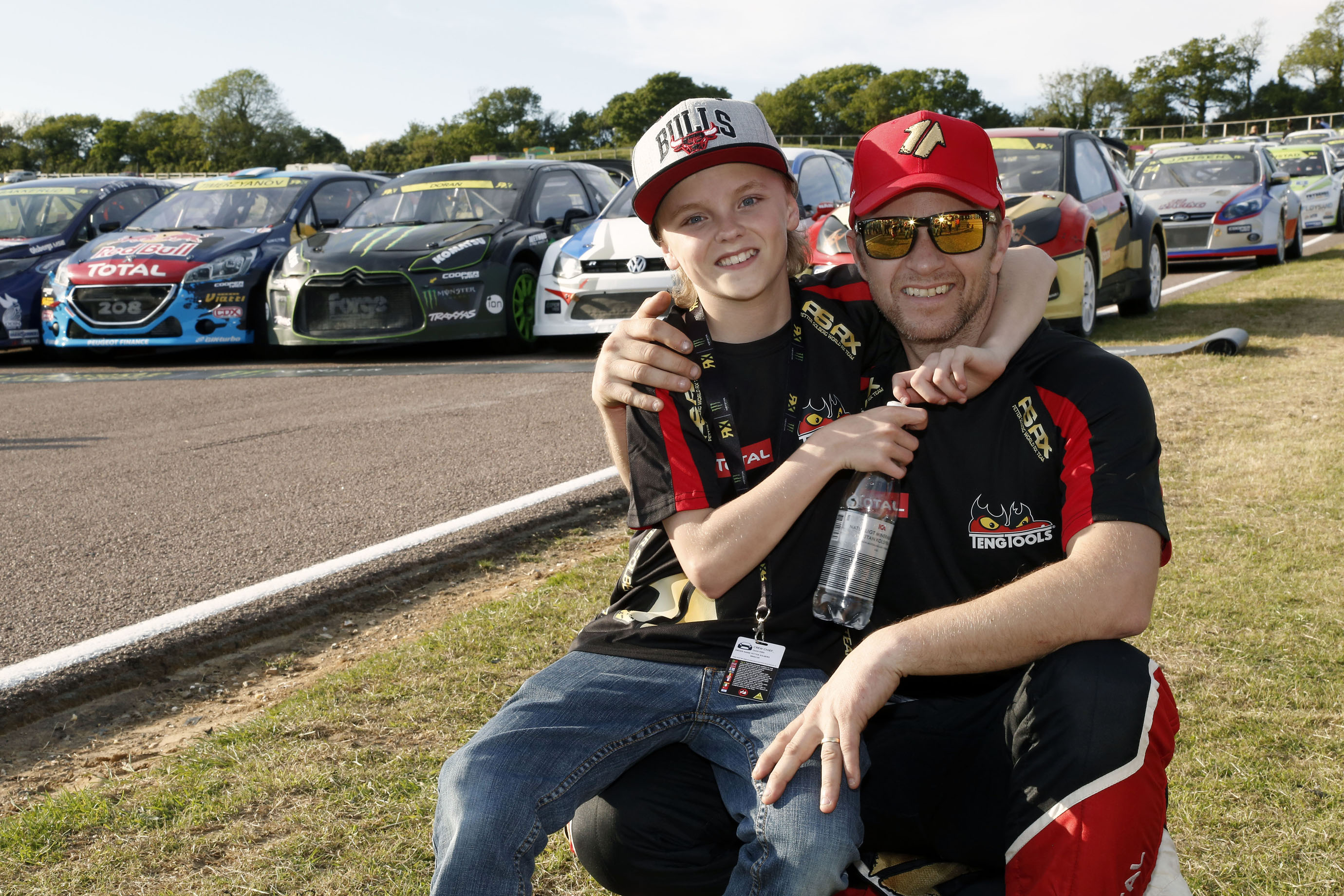
Oliver Solberg met zijn vader in 2014
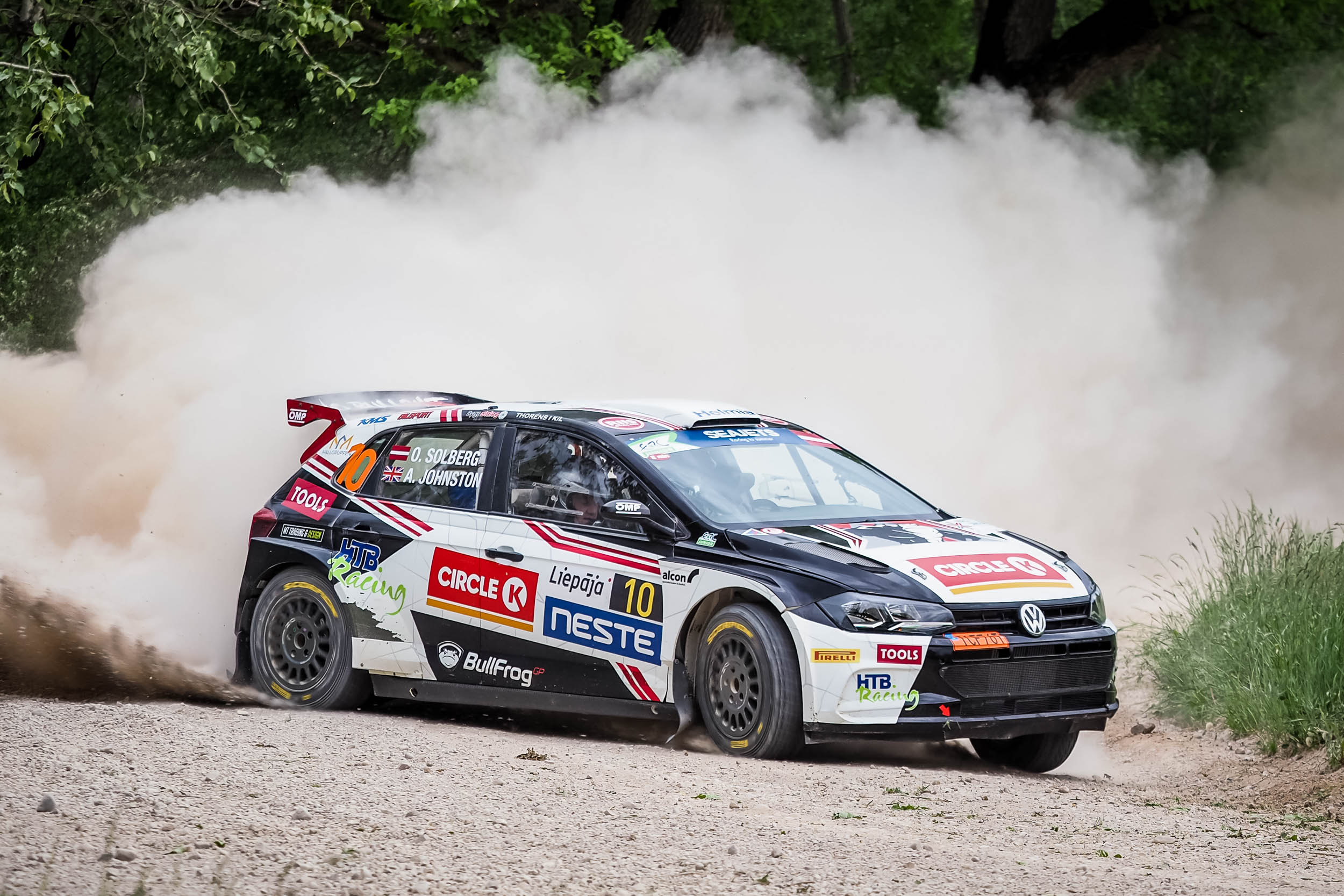
Solberg tijdens de Rally Liepāja in 2019
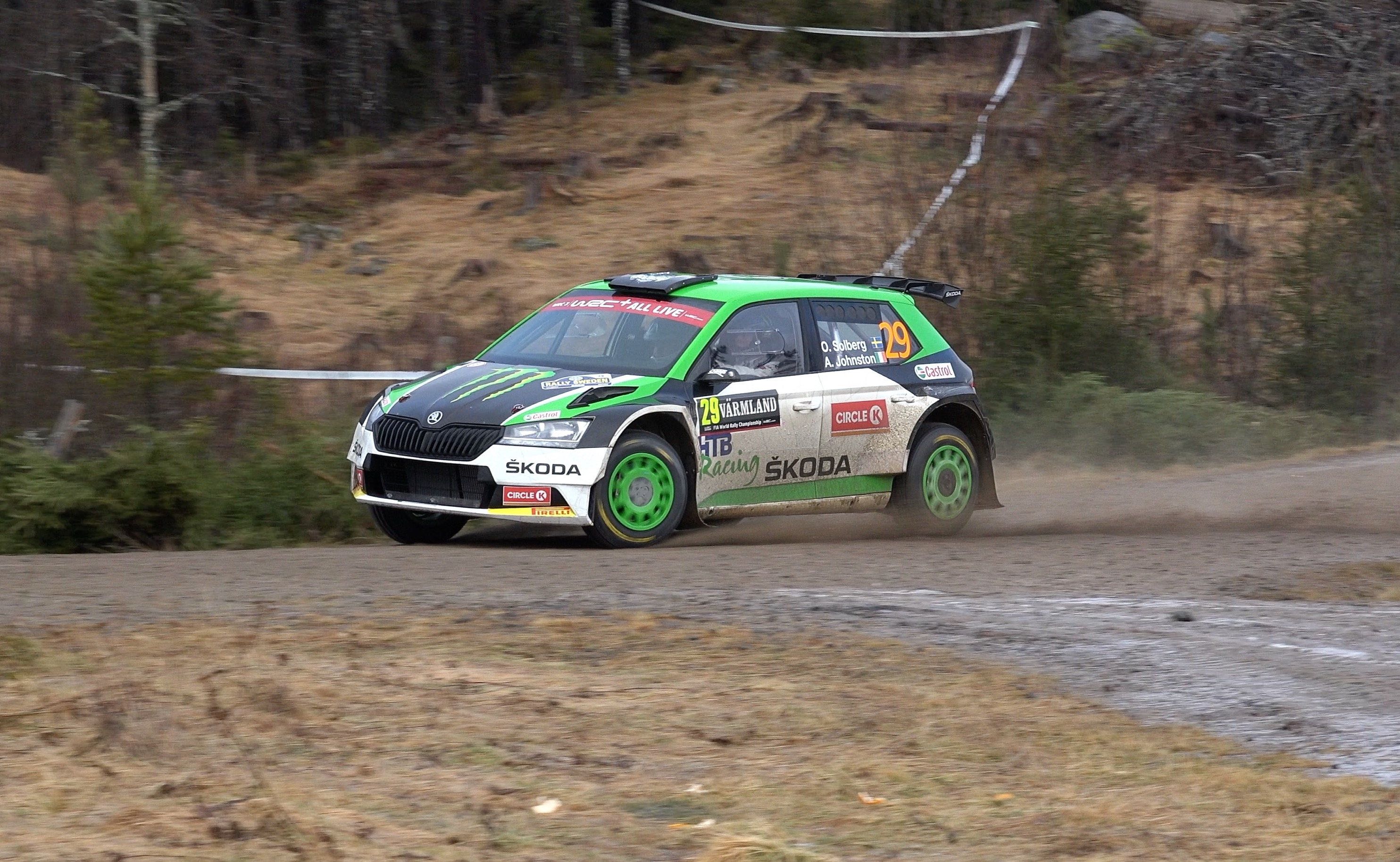
Solberg tijdens de Rally van Zweden in 2020
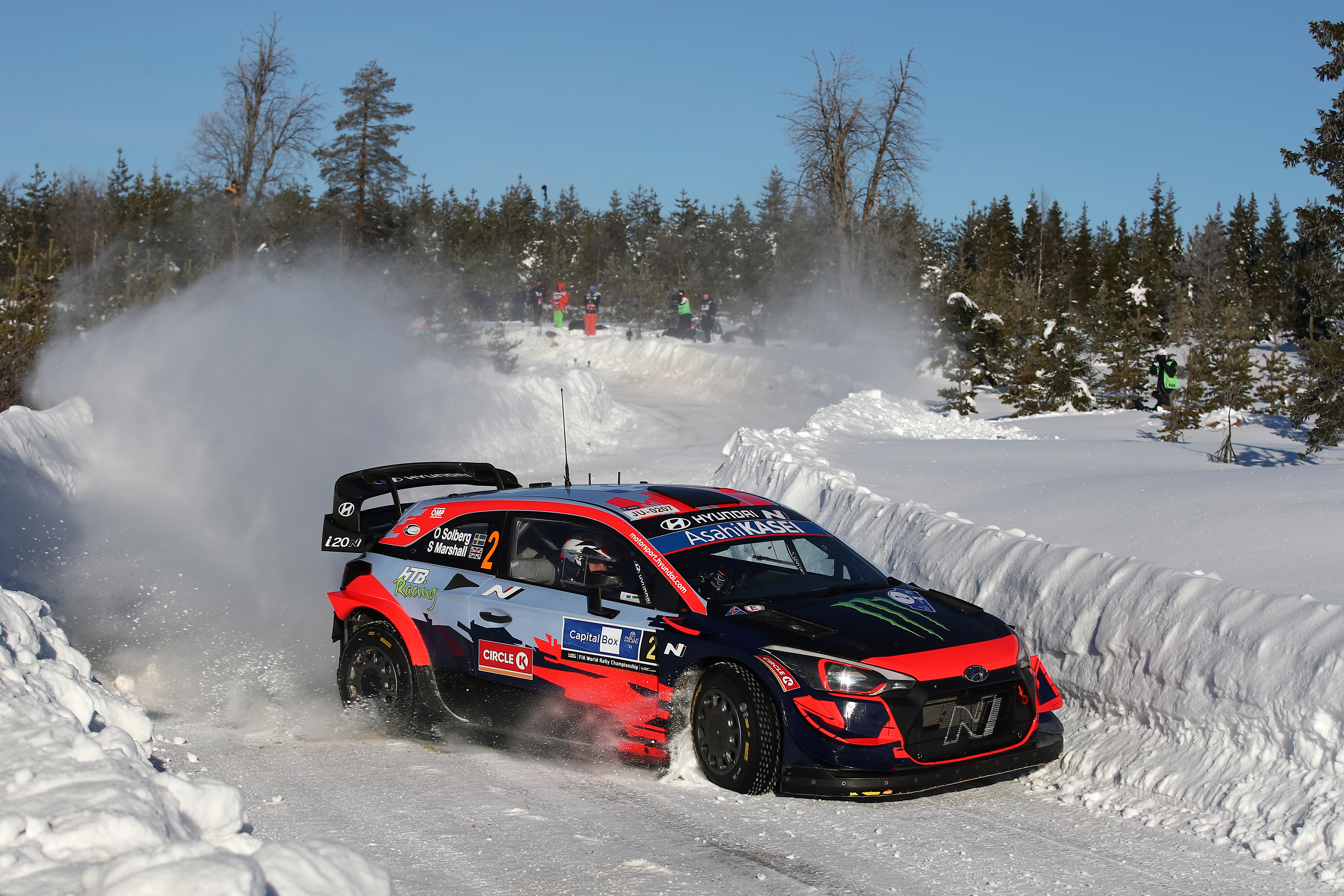
Het WRC-debuut van Solberg tijdens de Arctic Rally Finland in 2021